# Trimerotropis verruculata
Trimerotropis verruculata es una especie de saltamontes perteneciente a la familia Acrididae. Se encuentra en Norteamérica.

## Subespecies
Dos subespecies pertenecen a la especie Trimerotropis verruculata:
- Trimerotropis verruculata suffusa Scudder, 1876[nota 2]
- Trimerotropis verruculata verruculata (Kirby, 1837)[nota 3]